# Giải bóng đá Hạng Ba Quốc gia 2009
Giải bóng đá hạng Ba toàn quốc 2009 là mùa giải thứ năm của giải bóng đá hạng cao thứ 4 trong hệ thống vô địch giải bóng đá Việt Nam (sau V-League, Hạng nhất và Hạng nhì) do Liên đoàn bóng đá Việt Nam tổ chức hàng năm. Giải bóng đá hạng Ba toàn Quốc năm 2009 chính thức khởi tranh giải đấu bắt đầu từ 24/10/2009 đến 19/11/2009, với sự tham dự của 19 đội bóng khắp nơi trên cả nước.

## Thể lệ
Giải bóng đá hạng Ba toàn quốc năm 2009 đã thu hút sự tham dự của tổng cộng 19 đội bóng đại diện cho các Tỉnh, Thành, Ngành trên cả nước. Căn cứ theo vị trí địa lý, 19 đội bóng dự giải được chia làm 4 bảng, cụ thể như sau:
- Bảng A (do Sở VH-TT-DL Nam Định làm bảng trưởng) gồm 4 đội: Megasta E & C (Nam Định), Thanh Hoá, Hoàng Anh Gia Lai và Yên Bái.
- Bảng B (do Sở VH-TT-DL Đà Nẵng là bảng trưởng) gồm 5 đội: Quân khu 4, Phú Yên, V&V Hà Nội, CLB SHB Đà Nẵng và Pha Đin Quảng Ngãi.
- Bảng C (do Sở VH-TT-DL Bà Rịa Vũng Tàu làm bảng trưởng) chỉ còn 6 đội tham dự là: DIC Bà Rịa – Vũng Tàu, Bến Tre, Kontum, Trẻ TDC Bình Dương, Bình Phước, Thành Thành Khánh Hoà.
- Bảng D (do Sở VH-TT-DL Kiên Giang làm bảng trưởng) gồm 4 đội: Đồng Tâm Long An, TĐCS Đồng Tháp, Cty TNHH Trần Liên Hưng Sóc Trăng, Trẻ Kiên Giang.

Theo điều lệ Giải, các đội sẽ thi đấu vòng tròn 1 lượt tại mỗi bảng chọn 4 đội dẫn đầu tại mỗi bảng vào thi đấu tại Bán kết. 2 đội giành chiến thắng tại vòng chung kết xếp đồng hạng nhất và giành quyền thi đấu tại giải hạng Nhì Quốc gia năm 2010.
Các trận đấu thuộc vòng loại sẽ diễn ra từ 24/10 đến 7/11/2009. Hai trận đấu thuộc vòng chung kết diễn ra vào ngày 17-19/11/2009.

## Lịch thi đấu và kết quả

### Bảng A
| Ngày      | Đội 1        | Tỷ số | Đội 2     | Ngày      | Đội 1        | Tỷ số | Đội 2     |
| --------- | ------------ | ----- | --------- | --------- | ------------ | ----- | --------- |
| 3/11/2009 | Megastar E&C | 3 - 0 | Thanh Hóa | 5/11/2009 | Thanh Hóa    | 0 - 3 | Gia Lai   |
| 3/11/2009 | Gia Lai      | 7 - 1 | Yên Bái   | 7/11/2009 | Megastar E&C | 1 - 0 | Gia Lai   |
| 5/11/2009 | Megastar E&C | 6 - 0 | Yên Bái   | 7/11/2009 | Yên Bái      | 0 - 4 | Thanh Hóa |

| Xếp hạng chung cuộc Bảng A - Giải hạng Ba Quốc gia năm 2009 | Xếp hạng chung cuộc Bảng A - Giải hạng Ba Quốc gia năm 2009 | Xếp hạng chung cuộc Bảng A - Giải hạng Ba Quốc gia năm 2009 | Xếp hạng chung cuộc Bảng A - Giải hạng Ba Quốc gia năm 2009 | Xếp hạng chung cuộc Bảng A - Giải hạng Ba Quốc gia năm 2009 | Xếp hạng chung cuộc Bảng A - Giải hạng Ba Quốc gia năm 2009 | Xếp hạng chung cuộc Bảng A - Giải hạng Ba Quốc gia năm 2009 | Xếp hạng chung cuộc Bảng A - Giải hạng Ba Quốc gia năm 2009 |
| ----------------------------------------------------------- | ----------------------------------------------------------- | ----------------------------------------------------------- | ----------------------------------------------------------- | ----------------------------------------------------------- | ----------------------------------------------------------- | ----------------------------------------------------------- | ----------------------------------------------------------- |
| TT                                                          | Đội                                                         | Trận                                                        | Thắng                                                       | Hòa                                                         | Thua                                                        | Hiệu số                                                     | Điểm                                                        |
| 1                                                           | Megastar E&C                                                | 3                                                           | 3                                                           | 0                                                           | 0                                                           | 10-0                                                        | 9                                                           |
| 2                                                           | Gia Lai B                                                   | 3                                                           | 2                                                           | 0                                                           | 1                                                           | 10-2                                                        | 6                                                           |
| 3                                                           | Thanh Hóa B                                                 | 3                                                           | 1                                                           | 0                                                           | 2                                                           | 4-6                                                         | 3                                                           |
| 4                                                           | Yên Bái                                                     | 3                                                           | 0                                                           | 0                                                           | 3                                                           | 1-17                                                        | 0                                                           |

### Bảng B
| Ngày       | Đội 1       | Tỷ số | Đội 2       |
| ---------- | ----------- | ----- | ----------- |
| 24/10/2009 | Quân khu 4  | 1-3   | Quảng Ngãi  |
| 25/10/2009 | Phú Yên     | 1-3   | V&V Hà Nội  |
| 27/10/2009 | V&V Hà Nội  | 2-1   | SHB Đà Nẵng |
| 28/10/2009 | Quân khu 4  | 3-0   | Phú Yên     |
| 30/10/2009 | Phú Yên     | 0-5   | Quảng Ngãi  |
| 31/10/2009 | Quân khu 4  | 2-2   | SHB Đà Nẵng |
| 2/11/2009  | SHB Đà Nẵng | 3-2   | Phú Yên     |
| 3/11/2009  | Quảng Ngãi  | 3-1   | V&V Hà Nội  |
| 5/11/2009  | Quân khu 4  | 1-1   | V&V Hà Nội  |
| 6/11/2009  | SHB Đà Nẵng | 2-1   | Quảng Ngãi  |

| Xếp hạng chung cuộc Bảng B - Giải hạng Ba Quốc gia năm 2009 | Xếp hạng chung cuộc Bảng B - Giải hạng Ba Quốc gia năm 2009 | Xếp hạng chung cuộc Bảng B - Giải hạng Ba Quốc gia năm 2009 | Xếp hạng chung cuộc Bảng B - Giải hạng Ba Quốc gia năm 2009 | Xếp hạng chung cuộc Bảng B - Giải hạng Ba Quốc gia năm 2009 | Xếp hạng chung cuộc Bảng B - Giải hạng Ba Quốc gia năm 2009 | Xếp hạng chung cuộc Bảng B - Giải hạng Ba Quốc gia năm 2009 | Xếp hạng chung cuộc Bảng B - Giải hạng Ba Quốc gia năm 2009 |
| ----------------------------------------------------------- | ----------------------------------------------------------- | ----------------------------------------------------------- | ----------------------------------------------------------- | ----------------------------------------------------------- | ----------------------------------------------------------- | ----------------------------------------------------------- | ----------------------------------------------------------- |
| TT                                                          | Đội                                                         | Trận                                                        | Thắng                                                       | Hòa                                                         | Thua                                                        | Hiệu số                                                     | Điểm                                                        |
| 1                                                           | Pha Din Quảng Ngãi B                                        | 4                                                           | 3                                                           | 0                                                           | 1                                                           | 12-4                                                        | 9                                                           |
| 2                                                           | V&V Ha Noi                                                  | 4                                                           | 2                                                           | 1                                                           | 1                                                           | 7-6                                                         | 7                                                           |
| 3                                                           | SHB Đà Nẵng B                                               | 4                                                           | 2                                                           | 1                                                           | 1                                                           | 8-7                                                         | 7                                                           |
| 4                                                           | Quân Khu 4 B                                                | 4                                                           | 1                                                           | 2                                                           | 1                                                           | 7-6                                                         | 5                                                           |
| 5                                                           | Phu Yen                                                     | 4                                                           | 0                                                           | 0                                                           | 4                                                           | 3-14                                                        | 0                                                           |

### Bảng C
| Ngày       | Đội 1                 | Tỷ số | Đội 2                 |  |
| ---------- | --------------------- | ----- | --------------------- |  |
| 24/10/2009 | Bà Rịa Vũng Tàu       | 1-0   | Bến Tre               |  |
| 25/10/2009 | Kon Tum               | 2-2   | Bình Dương            |  |
| 26/10/2009 | Bình Phước            | 1-2   | Thành Thành Khánh Hòa |  |
| 27/10/2009 | Bà Rịa Vũng Tàu       | 3-0   | Bình Dương            |  |
| 28/10/2009 | Bình Phước            | 2-2   | Kon Tum               |  |
| 29/10/2009 | Bến Tre               | 1-2   | Thành Thành Khánh Hòa |  |
| 30/10/2009 | Bình Dương            | 3-1   | Bình Phước            |  |
| 31/10/2009 | Kon Tum               | 1-1   | Bến Tre               |  |
| 1/11/2009  | Bà Rịa Vũng Tàu       | 1-0   | Thành Thành Khánh Hòa |  |
| 2/11/2009  | Bến Tre               | 2-1   | Bình Dương            |  |
| 3/11/2009  | Thành Thành Khánh Hòa | 0-1   | Kon Tum               |  |
| 4/11/2009  | Bà Rịa Vũng Tàu       | 1-0   | Bình Phước            |  |
| 5/11/2009  | Bình Dương            | 2-2   | Thành Thành Khánh Hòa |  |
| 6/11/2009  | Bình Phước            | 2-2   | Bến Tre               |  |
| 7/11/2009  | Bà Rịa Vũng Tàu       | 1-5   | Kon Tum               |  |

| Xếp hạng chung cuộc Bảng C - Giải hạng Ba Quốc gia năm 2009 | Xếp hạng chung cuộc Bảng C - Giải hạng Ba Quốc gia năm 2009 | Xếp hạng chung cuộc Bảng C - Giải hạng Ba Quốc gia năm 2009 | Xếp hạng chung cuộc Bảng C - Giải hạng Ba Quốc gia năm 2009 | Xếp hạng chung cuộc Bảng C - Giải hạng Ba Quốc gia năm 2009 | Xếp hạng chung cuộc Bảng C - Giải hạng Ba Quốc gia năm 2009 | Xếp hạng chung cuộc Bảng C - Giải hạng Ba Quốc gia năm 2009 | Xếp hạng chung cuộc Bảng C - Giải hạng Ba Quốc gia năm 2009 |
| ----------------------------------------------------------- | ----------------------------------------------------------- | ----------------------------------------------------------- | ----------------------------------------------------------- | ----------------------------------------------------------- | ----------------------------------------------------------- | ----------------------------------------------------------- | ----------------------------------------------------------- |
| TT                                                          | Đội                                                         | Trận                                                        | Thắng                                                       | Hòa                                                         | Thua                                                        | Hiệu số                                                     | Điểm                                                        |
| 1                                                           | DIC Bà Rịa Vũng Tàu                                         | 5                                                           | 4                                                           | 0                                                           | 1                                                           | 7-5                                                         | 12                                                          |
| 2                                                           | Kon Tum                                                     | 5                                                           | 2                                                           | 3                                                           | 0                                                           | 11-6                                                        | 9                                                           |
| 3                                                           | Thành Thành Khánh Hòa                                       | 5                                                           | 2                                                           | 2                                                           | 2                                                           | 6-6                                                         | 7                                                           |
| 4                                                           | Bến Tre                                                     | 5                                                           | 1                                                           | 2                                                           | 2                                                           | 6-7                                                         | 5                                                           |
| 5                                                           | TDC Bình Dương B                                            | 5                                                           | 1                                                           | 2                                                           | 2                                                           | 8-10                                                        | 5                                                           |
| 6                                                           | Bình Phước                                                  | 5                                                           | 0                                                           | 2                                                           | 3                                                           | 6-10                                                        | 2                                                           |

### Bảng D
| Ngày       | Đội 1            | Tỷ số | Đội 2               | Ngày       | Đội 1               | Tỷ số | Đội 2               |
| ---------- | ---------------- | ----- | ------------------- | ---------- | ------------------- | ----- | ------------------- |
| 24/10/2009 | Đồng Tâm Long An | 1 - 1 | TDCS. Đồng Tháp     | 28/10/2009 | TDCS. Đồng Tháp     | 5 - 2 | Liên Hưng Sóc Trăng |
| 25/10/2009 | Kiên Giang       | 3 - 2 | Liên Hưng Sóc Trăng | 30/10/2009 | Liên Hưng Sóc Trăng | 0 - 1 | Đồng Tâm Long An    |
| 27/10/2009 | Kiên Giang       | 1 - 1 | Đồng Tâm Long An    | 31/10/2009 | Kiên Giang          | 2 - 2 | TDCS. Đồng Tháp     |

| Xếp hạng chung cuộc Bảng D - Giải hạng Ba Quốc gia năm 2009 | Xếp hạng chung cuộc Bảng D - Giải hạng Ba Quốc gia năm 2009 | Xếp hạng chung cuộc Bảng D - Giải hạng Ba Quốc gia năm 2009 | Xếp hạng chung cuộc Bảng D - Giải hạng Ba Quốc gia năm 2009 | Xếp hạng chung cuộc Bảng D - Giải hạng Ba Quốc gia năm 2009 | Xếp hạng chung cuộc Bảng D - Giải hạng Ba Quốc gia năm 2009 | Xếp hạng chung cuộc Bảng D - Giải hạng Ba Quốc gia năm 2009 | Xếp hạng chung cuộc Bảng D - Giải hạng Ba Quốc gia năm 2009 |
| ----------------------------------------------------------- | ----------------------------------------------------------- | ----------------------------------------------------------- | ----------------------------------------------------------- | ----------------------------------------------------------- | ----------------------------------------------------------- | ----------------------------------------------------------- | ----------------------------------------------------------- |
| TT                                                          | Đội                                                         | Trận                                                        | Thắng                                                       | Hòa                                                         | Thua                                                        | Hiệu số                                                     | Điểm                                                        |
| 1                                                           | TDCS. Đồng Tháp B                                           | 3                                                           | 1                                                           | 2                                                           | 0                                                           | 8-5                                                         | 5                                                           |
| 2                                                           | Kiên Giang B                                                | 3                                                           | 1                                                           | 2                                                           | 0                                                           | 7-6                                                         | 5                                                           |
| 3                                                           | Đồng Tâm Long An B                                          | 3                                                           | 1                                                           | 2                                                           | 0                                                           | 3-2                                                         | 5                                                           |
| 4                                                           | Cty TNHH Trần Liên Hưng Sóc Trăng                           | 3                                                           | 0                                                           | 0                                                           | 3                                                           | 5-10                                                        | 0                                                           |

## Vòng chung kết
| CLB Megastar E&C Nam Định | 2–1      | Pha Đin Quảng Ngãi |
| ------------------------- | -------- | ------------------ |
|                           | Chi tiết |                    |

| DIC Bà Rịa Vũng Tàu | 0–0      | Trẻ TĐCS Đồng Tháp |
| ------------------- | -------- | ------------------ |
|                     | Chi tiết |                    |
| Loạt sút luân lưu   |          |                    |
|                     | 3–2      |                    |

## Tổng kết mùa giải
Giải bóng đá hạng Ba toàn quốc 2009 đã chính thức khép lại với việc xác định được 2 đội giành vé thăng hạng là: Câu lạc bộ Megastar E&C Nam Định và DIC Bà Rịa Vũng Tàu. Hai Câu lạc bộ này sẽ chính thức đá ở giải hạng Nhì mùa giải tới.